# Francisco Hernández (labdarúgó, 1949)
Francisco Hernández Ramírez (1949. július 11. – 2019. január 7.) válogatott Costa-Rica-i labdarúgó, csatár.

## Pályafutása

### Klubcsapatban
1963-ban a Saprissa korosztályos csapatában kezdte a labdarúgást, ahol 1967-ben mutatkozott be az első csapatban. Összesen kilenc bajnoki címet nyert a Saprissa csapatával.

### A válogatottban
1967 és 1980 között 31 alkalommal szerepelt a Costa Rica-i válogatottban és öt gólt szerzett. Részt vett az 1980-as moszkvai olimpián.

## Sikerei, díjai
Saprissa
- Costa Rica-i bajnokság
  - bajnok (9): 1967–68, 1968–69, 1969–70, 1972–73, 1973–74, 1974–75, 1975–76, 1976–77, 1977–78